# Richesses du monde
Pour les articles homonymes, voir Richesses du monde (jeu vidéo).
Richesses du monde est un jeu de société de Christian Pachis édité par Nathan en 1969. C'est un jeu de gestion où les joueurs tentent de s'enrichir autant que possible aux dépens de leurs concurrents en construisant des empires économiques à l'échelle de la planète,. Le jeu se compose de: 144 titres d'exploitation, 2 sabots fichiers à monter, 13 cartes Joker, 14 cartes Actualité, des billets de banque, 2 dés, 6 pions, 1 notice et un plateau de jeu.

## Principe
Richesses du monde est un jeu de société sur parcours, c'est-à-dire que les joueurs déplacent leur pion sur le plan de jeu le long d'un parcours fixe divisé en cases. Le but du jeu est de devenir le joueur le plus riche et de pousser les autres joueurs à la banqueroute. Pour cela, chaque joueur investit dans les productions locales de différents pays du monde (produits agricoles, ressources minières, industrie, etc.) et tente de bâtir un empire économique à l'échelle mondiale. Chaque pays contient des titres d'exploitation que les joueurs peuvent acheter en tombant sur la ou les cases du pays. Pour se bénéficier de ces titres, un joueur qui tombe sur la case de la richesse de quelqu'un lui doit un montant précisé sur le titre. Le montant varie en fonction du pourcentage de la richesse. Le pourcentage est la somme des pourcentages des titres de la même richesse. Plus le pourcentage est grand plus le montant est haut. Mieux vaut avoir plusieurs cartes de la même richesse!

## Diffusion
La première édition du jeu paraît chez Nathan en 1969 ; le jeu est réédité plusieurs fois, toujours chez Nathan, puis abandonné vers la fin des années 90. Richesses du monde est ensuite réédité chez World Minds en 2004. L'édition anglophone paraît sous le titre Wealth of Nations (« Richesse des nations »). L'édition allemande s'intitule Was kostet die Welt ? (« Combien coûte le monde ? »). Une édition néerlandaise paraît sous le titre Fortune.

## Adaptation en jeu vidéo
Richesses du monde a donné lieu à une adaptation en jeu vidéo, Richesses du monde, développée par Ravensburger Interactive et éditée par Cryo Interactive en 2000.